# Штеффен, Беньямин
Беньямин Штеффен (нем. Benjamin Steffen, р.8 марта 1982) — швейцарский фехтовальщик-шпажист, чемпион мира, четырёхкратный чемпион Европы, призёр чемпионатов мира.

## Биография
Родился в 1982 году в Базеле. В 2004 году стал чемпионом Европы. На чемпионате Европы 2009 года завоевал серебряную медаль
В 2011 году стал бронзовым призёром чемпионата мира. В 2012 и 2013 годах становился чемпионом Европы. В 2014 году завоевал золотую медаль чемпионата Европы и бронзовую медаль чемпионата мира. В 2015 году стал бронзовым призёром чемпионатов мира и Европы. В 2017 году Беньямин стал вице-чемпионом мира в командной шпаге, уступив в финальном поединке французам.